# Charlotte Salomon
Charlotte Salomon (Berlín, 16 d'abril de 1917 - Camp de concentració d'Auschwitz, 10 d'octubre de 1943) fou una pintora alemanya d'origen jueu.

## Biografia

### Infància i joventut a Berlín
El seu pare, Albert Salomon, era metge cirurgià i professor universitari de renom; la seva mare, Franziska Grunwald, era infermera. Pertanyents a l'alta burgesia, tenien una vida acomodada al barri berlinès de Charlottenbourg. Quan Charlotte tenia 9 anys, el 22 de febrer de 1926, la seva mare es va suïcidar tirant-se des d'una finestra de casa seva. A na Charlotte, que tenia el nom d'una germana de la seva mare que s'havia suïcidat als 18 anys, li van dir que la seva mare s'havia mort a causa de l'agreujament d'una grip. Va ser educada per institutrius fins que, quatre anys més tard, el seu pare es va casar amb Paula Lindberg, una important cantant lírica. Va ser ella qui la va iniciar en la bellesa de la música i de l'art mentre el nacional socialisme creixia a Alemanya.
L'any 1933, quan Hitler arriba al poder, la seva família va ser catalogada com a “100% jueva”; com moltes altres famílies jueves van intentar adaptar-se i el seu pare va continuar exercint la seva professió. A finals de 1933, els avis materns de Charlotte, també jueus, van emigrar a Itàlia i l'any següent es van instal·lar a Villefranche-sur-Mer, al sud de França.
Víctima de l'antisemitisme imperant, Charlotte va abandonar el liceu per a seguir estudis artístics i va ser l'única estudiant “100% jueva” acceptada a l'Escola Nacional de l'Acadèmia de Belles arts. Allí va aprendre les tècniques tradicionals oficials però els seus treballs d'aquesta època mostraven la influència de les obres modernes, miraculosament salvaguardades, a la biblioteca de l'Acadèmia.
Quan el 9 de novembre de 1938 té lloc la Nit dels cristalls trencats, Charlotte ja no era a l'Acadèmia: li van donar un premi que acabava de guanyar a una altra alumna per por de cridar l'atenció sobre el seu origen jueu; la situació es tornava insuportable per a ella i, després d'una curta detenció del seu pare, va haver d'optar per abandonar Berlín i reunir-se amb els seus avis a França, mentre que el seu pare i la seva esposa partien cap a Holanda.

### Exili amb els seus avis a França i mort

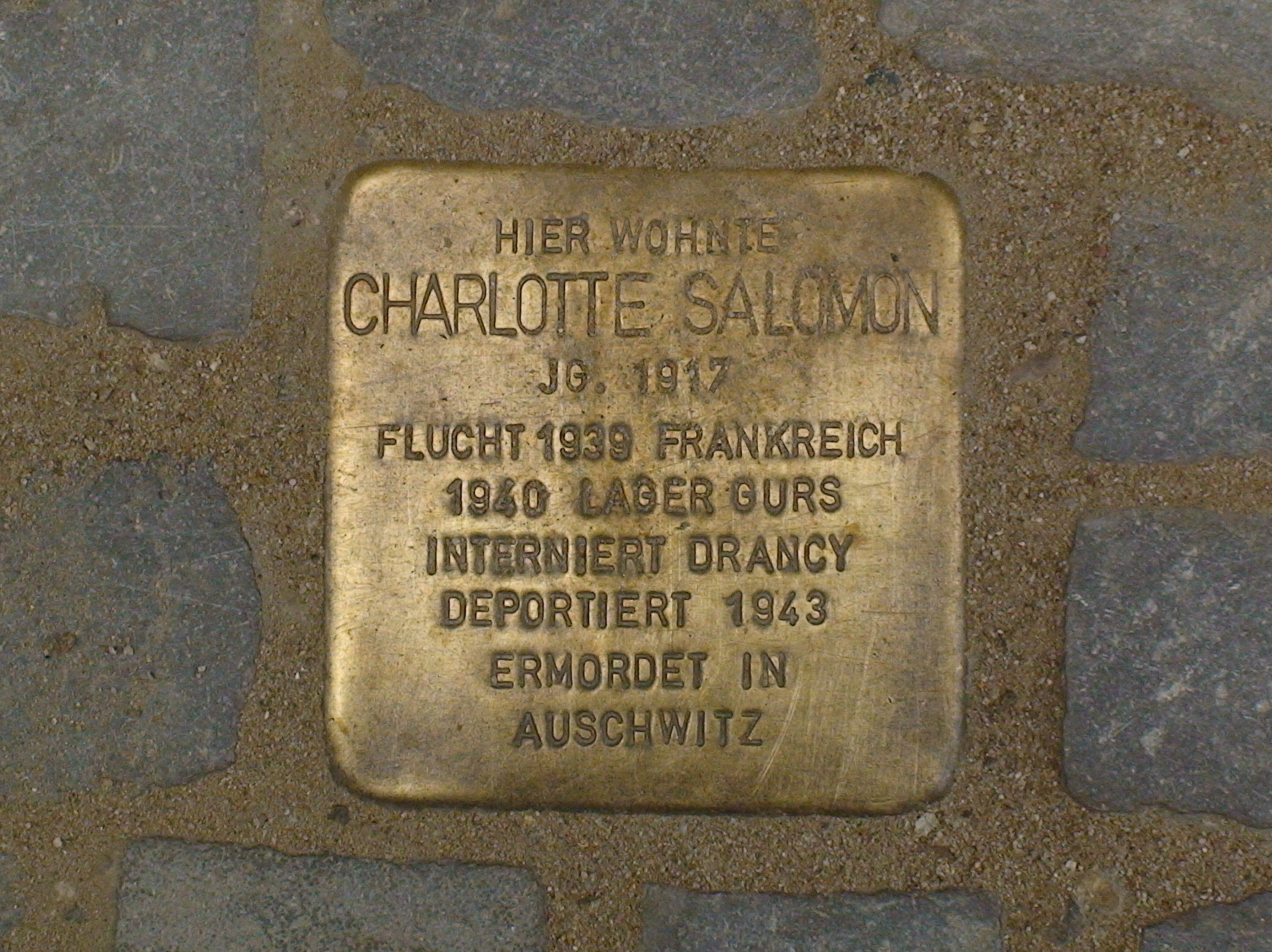
Stolpersteine prop de la casa on va viure Charlotte Salomon

Quan es declarà la guerra, el setembre de 1939, va descobrir la seva àvia que acabava de suïcidar-se i, mentre el seu avi intentava reanimar la seva dona, li va confessar el gran secret familiar: la seva mare no havia mort d'una grip sinó que s'havia suïcidat, igual que la seva tia Charlotte de 18 anys, una altra tia i una cosina: les dones de la família se suïcidaven.
Aquesta veritat va ser un veritable cataclisme per a la jove Charlotte. Per conjurar aquesta fatalitat, es va posar a pintar urgentment amb la decisió de “crear alguna cosa veritablement boja i singular”.

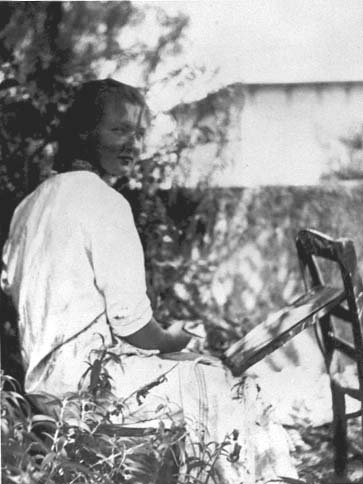
Charlotte Salomon a Villefranche-sur-Mer cap a 1939.

En menys de dos anys (1940 –1942) va crear una obra complexa que barreja teatre, pintura i música. Un camí fulgurant de 1325 guaix, des de la primera imatge, la del suïcidi de la seva tia el 1913, a qui no va conèixer i de la qual portava el nom, fins a l'última, on es pinta ella mateixa quan l'any 1940 tria viure i convertir-se en pintora: es representa pintant enfront del mar i escriu sobre la seva esquena el nom de l'obra “Vida? o Teatre?” (“Leben? oder Theater?”).
Aquesta dedicació al treball li va permetre aconseguir l'equilibri mental i salvar la seva vida, almenys per un temps, en aquest món enfonsat en la bogeria de la guerra.
Charlotte i el seu avi van estar internats durant un temps en el camp de Gurs pel règim col·laboracionista, però van ser alliberats a causa de l'edat de l'avi.
El 1943, quan els nazis van intensificar la persecució dels jueus al sud de França, va confiar el seu treball artístic a uns amics perquè el conservessin. El juny de 1943 Charlotte es casà amb un altre refugiat jueu, Alexander Nagler. El setembre de 1943 Charlotte i el seu marit van ser trets de casa i transportats per tren a Niça, a Drancy, prop de París, un centre de "processament" de jueus. Charlotte, que estava embarassada de cinc mesos, va ser inclosa en un transport a Auschwitz el 7 d'octubre i probablement gasejada el mateix dia de la seva arribada (10 d'octubre). El seu marit hi va morir el 2 de gener de 1944.

## Obra: Vida? o Teatre?

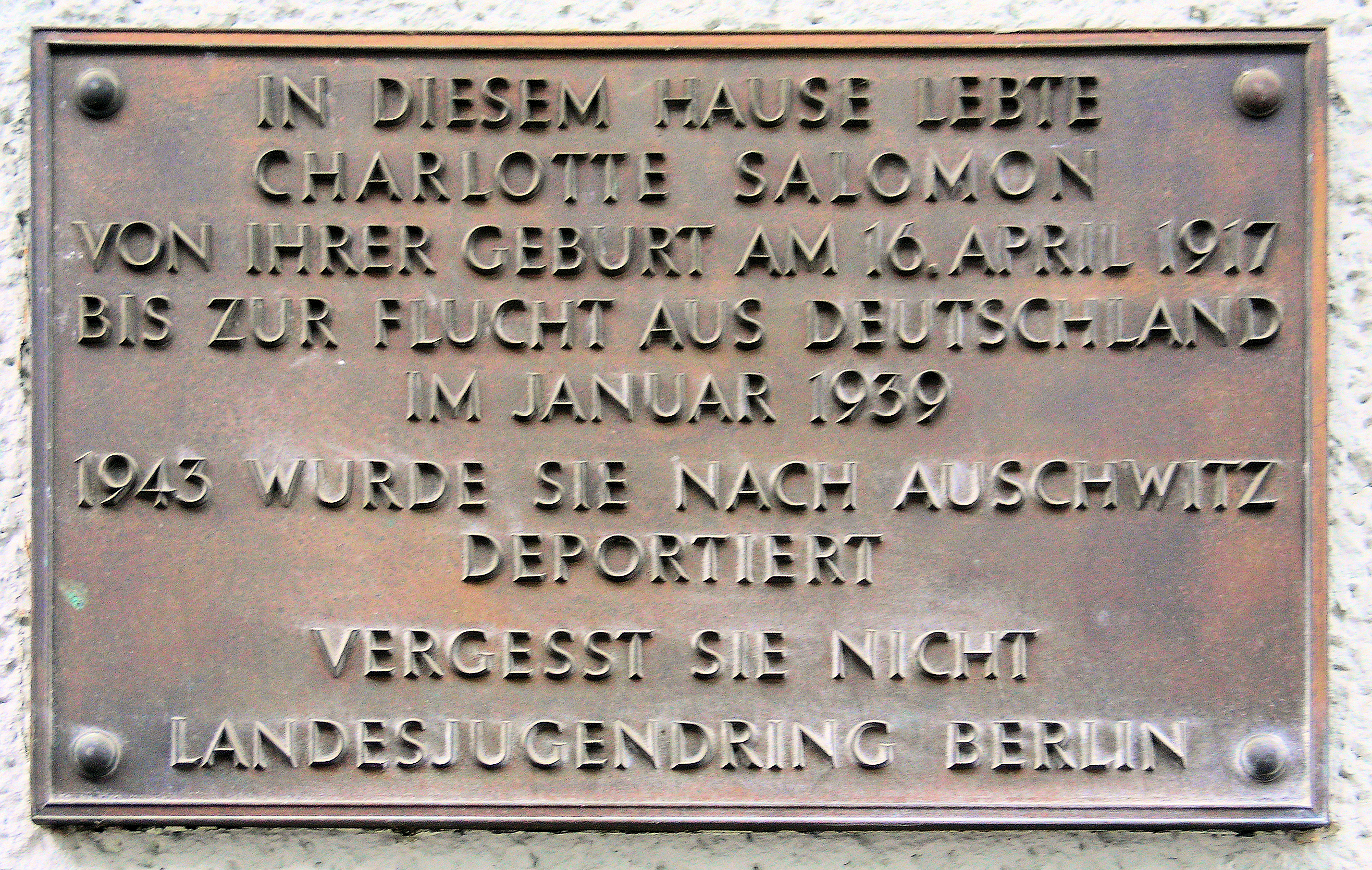
Placa commemorativa a la casa on va viure Charlotte Salomon

Per a “Vida? o Teatre?” Charlotte va seleccionar 769 guaixos, diversos textos i peces musicals. Està dividida en tres parts: Preludi, Part Principal i Epíleg. El Preludi mostra escenes admirablement detallades de la seva infància a Berlín. En la Part Principal, dedicada a Alfred Wolfsohn, el professor de cant de la seva madrastra i probablement el primer amor de Charlotte, va anotar les seves idees respecte de l'art i de l'ànima. L'Epíleg està centrat en la seva vida a la Costa Blava.
L'estil varia considerablement d'un període a un altre. Les primeres pintures són molt acolorides i mostren una excepcional memòria dels espais i llocs on va passar la seva infància. Després, la pintura es va tornant cada vegada més abstracta en la mesura que els temes deixen de ser records materials per convertir-se en impressions i vivències més complexes.
La diferència entre les pintures del suïcidi de la seva mare (imaginada) i aquella de la seva àvia (viscuda) van des de la sensació de pèrdua d'una nena a la pena d'una adulta ferida. La primera, delicadament pintada, és bella malgrat el tema, l'última, només traspua dolor.

## Posteritat i record
En memòria de Charlotte Salomon una escola de primària de Berlin porta el seu nom des de 1992; també té dedicat un carrer a Berlín des de 2006; el 2012 es col·locà una Stolperstein a la seva casa familiar de Berlin.
La vida de Charlotte Salomon ha estat portada al cinema i ha inspirat obres de teatre i també altres posades en escena basades en la seva obra Vida? o Teatre?; també una òpera: Charlotte Salomon, de Marc-André Dalbavie (estrena juliol de 2014). I un ballet-opera de Michelle DiBucci: Der Tod und die Malerin (La mort i la pintora). Finalment, també ha inspirat el llibre Charlotte, de David Foenkinos (2014).
L'any 2018 se'n va fer una exposició al Monestir de Pedralbes, de Barcelona: Vida? o Teatre? Charlotte Salomon (Berlín 1917 – Auschwitz 1943), una mostra comissariada Ricard Bru: “Charlotte pinta la seva vida sense fer una autobiografia”. I possiblement aquest és un dels aspectes més rellevants de la seva obra, el fi distanciament entre el que ella realment va viure i el que ella finalment va pintar, els entrecreuaments entre realitat i obra, és a dir, vida i teatre, vida i somni, vida i desig.